# Herman Vrijders
Herman Vrijders, nacido el 29 de julio de 1946 en Steenhuffel, es un ciclista belga ya retirado que fue profesional de 1968 a 1978.

## Palmarés
1969
- Le Samyn

1970
- Bruxelles-Ingooigem

1971
- Schaal Sels

1973
- Campeonato de Flandes

1977
- Gran Premio de la Villa de Zottegem

## Resultados en las grandes vueltas
| Carrera         | 1968 | 1969 | 1970 | 1971 | 1972 | 1973 | 1974 | 1975 | 1976 | 1977 | 1978 |
| --------------- | ---- | ---- | ---- | ---- | ---- | ---- | ---- | ---- | ---- | ---- | ---- |
| Giro de Italia  | -    | -    | -    | -    | -    | -    | -    | -    | -    | -    | -    |
| Tour de Francia | -    | -    | -    | -    | -    | -    | -    | -    | -    | -    | -    |
| Vuelta a España | -    | -    | -    | -    | -    | -    | -    | 54.º | Ab.  | -    | -    |
| Mundial en Ruta | -    | -    | -    | -    | -    | -    | -    | -    | -    | -    | -    |

-: no participa

Ab.: abandono